# 5926 Schönfeld
Az 5926 Schönfeld (ideiglenes jelöléssel 1929 PB) a Naprendszer kisbolygóövében található aszteroida. Max Wolf fedezte fel 1929. augusztus 4-én.